# Gezichtshaar

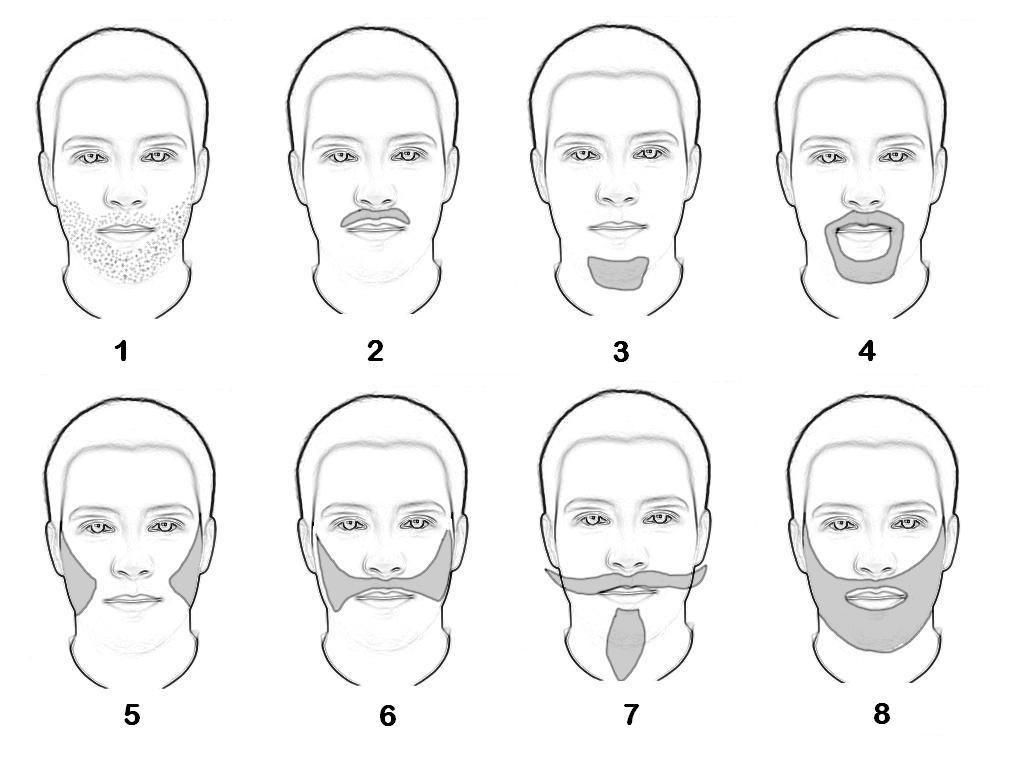
Soorten gezichtshaar:
1. Stoppelbaard - 2. Snor - 3. Sik - 4. Ringbaard - 5. Bakkebaarden - 6. "Vriendelijke" bakkebaarden - 7. Spaanse baard - 8. Volle baard.

Gezichtshaar is een secundair geslachtskenmerk bij mannen. Bij veel mannen ontwikkelt het gezichtshaar zich aan het einde van de puberteit, ongeveer in de leeftijd tussen 15 en 18 jaar, hoewel sommigen pas tegen hun twintigste of zelfs later een volgroeide baard hebben. Dit varieert, en er zijn gevallen bekend van 11 jaar oude jongens met gezichtshaar die zich iedere dag moeten scheren. Ook vrouwen hebben wat gezichtshaar, met name na de menopauze, alleen is dit veel minder dan bij mannen.
De eigenschappen van haar, dus ook gezichtshaar, zijn genetisch bepaald. De lengte, kleur en hoeveelheid haar verschillen daarom per man. Een man heeft tussen de 7.000 en 15.000 baardharen die ongeveer 0,3-0,5 millimeter per dag groeien en 14 centimeter per jaar.

## Scheren
Mannelijke gezichtsbeharing wordt vaak geassocieerd met wijsheid en macht. Veel mannen brengen hun haar in model en laten het groeien tot baard, snor, sik of bakkebaarden. De grootste groep mannen scheert het haar compleet.
Vrouwen hebben over het algemeen weinig haar op hun gezicht, met uitzondering van de wenkbrauwen en het dunne vellushaar dat het grootste deel van hun lichaam bedekt. Er zijn echter vrouwen die buitensporig veel gezichtshaar hebben. Dit staat bekend als hirsutisme en is vaak het gevolg van een overproductie van androgene steroïden. In de westerse culturen verwijderen vrouwen over het algemeen hun gezichtshaar door het te scheren of te epileren.